# Solicitador
Antiguamente recibía el nombre de solicitador el agente de negocios que en la corte y ciudades donde residía en Consejo real y las Audiencias se dedicaban a practicar diligencias conducentes en los pleitos y asuntos ajenos, obrando por orden o con poder de los interesados.